# Der berufsphotograph
Der Berufsphotograph o 'El fotògraf professional' és una fotolitografía de l'artista Jan Tschichold, qui era professor, escriptor, tipògraf i cal·lígraf alemany.
Va ser creada a 1938 arran l'exposició celebrada al Gewerbemuseum Basel. El cartell 'Der Berufsphotograph', fou la portada del catàleg d'aquesta exposició. El subtítol de la mostra era el seu instrument i treball, i participaren molts fotògrafs professionals. Va ser imprés per Benno Schwabe & Co. i les seues mesures son 64 x 91 cm.
Es tracta d'un pòster amb fons blanc d'una fotografia, vertical i en menor format, que mostra la imatge en negatiu d'una dona a la qual se li veuen cap i muscles, retrat amb el qual al·ludeix als aspectes tècnics de la fotografia. Utilitza una estructura, a la zona inferior dreta, basada en una quadrícula de línies verticals i horitzontals on s'adhereixen dades sobre l'exposició. En la part esquerra figuren lletres negres de menor grandària, amb una línia inferior groga, El titular més gran, centrat, conté un arc de Sant Martí de colors impresos amb el títol de l'obra: 'Der Berufsphotograph'. Tota la tipologia, que inclou informació sobre l'exposició, no té ornamentació i està escrita tota amb la mateixa font i en minúscules.
Actualment, forma part de la col·lecció de l'IVAM, Institut Valencià d'Art Modern i del MoMa, Museu d'Art Modern de Nova York i va estar esposat entre juny i setembre de 2007 al Museum Villa Stuck de Múnic.
La seua realització va costar uns $8,750, mentre que la seua estimació actual és d'uns $12,000 - $15,000.